# Kladské pomezí
Kladské pomezí je turistický a kulturní region v severovýchodních Čechách na hranicích s Polskem, zhruba odpovídající okresu Náchod. Oblast vyniká velkou hustotou malých měst i přírodních atraktivit. Pochází odsud nadprůměrné množství osobností české kultury, zejména literatury, jmenovitě Alois Jirásek, Josef Škvorecký, Egon Hostovský, Josef, Karel a Helena Čapkovi, a žila tu i spisovatelka Božena Němcová a režisér, scenárista a herec Miloš Forman. Díky své příhraniční poloze má turistická oblast Kladské pomezí i bohatou vojenskou historii, která je zhmotněna systémem opevnění napříč celým územím. Do vysídlení českých Němců se jednalo o smíšené česko-německé území a nacházelo se zde jedno z mála míst v Čechách, kde většinově české osídlení sahalo až za zemskou hranici do Českého koutka v Kladském hrabství.

## Historie názvu Kladské pomezí
Název Kladské pomezí vychází z několika historických souvislostí s velmi dlouhou tradicí. Již středověký kronikář Kosmas hovoří ve své kronice k roku 1068 o bráně strážné, kudy se chodí do Polska. V latinském originálu „porta custodiae“, jindy také „porta terrae“. Tento název přetrval až dodnes v názvu kopce Branka, který se tyčí nad Starým Městem nad Metují při levé straně vstupu do náchodského údolí. Přirozeným způsobem tu vznikl průsmyk, kterým se dříve skutečně vstupovalo do země a tak se tu vytvořila důležitá obchodní stezka zvaná Kladská, která spojovala Prahu s pohraničním hradem v Kladsku. Někteří ji dokonce přezdívaly Polská, jelikož pokračovala dále polským územím až k Baltu.
Část dnešní hranice mezi Českou a Polskou republikou byla dříve pouze hranicí zemskou, která oddělovala České království a Kladské hrabství. Obě země však patřily do svazku zemí Koruny české a měly mnoho společného. Arcivévodkyně Marie Terezie ve slezských válkách s pruským králem Fridrichem II. prohrála 1742 Kladské hrabství, které bylo spojené s Pruským Slezskem. Tak se od té doby rozkládalo za stejnými, již však státními hranicemi německé Prusko. V jeho malé části u hranic v tzv. Českém koutku se až do 20. století udržela malá část Kladských Čechů. S Pruskem byla tedy společná hranice až do roku 1945, kdy východní německé území připadlo Polsku. Vzájemné styky mezi obyvateli na obou stranách česko-kladské hranice byly velmi intenzivní a to z důvodu náboženských, ekonomických i vojenských.

## Popis oblasti
Turistická oblast se nachází v severovýchodních Čechách na hranicích s Polskem, asi 150 km od Prahy. Oblast tvoří 8 měst (Česká Skalice, Červený Kostelec, Hronov, Jaroměř, Náchod, Nové Město nad Metují, Rtyně v Podkrkonoší a Úpice), 3 městyse (Velké Poříčí, Nový Hrádek a Žernov) a několik menších obcí. Region má pahorkatý až vrchovinný ráz, pokrývaji jej části Krkonošského podhůří, Podorlické pahorkatiny a Orlické tabule. Protékají zde labské přítoky Metuje a Úpa.

## Příroda

### Sousedící CHKO Broumovsko
Na severní části okresu Náchod se rozkládá Chráněná krajinná oblast Broumovsko, která se řadí k CHKO vrchovinného typu. Pro tento turistický region se vžil název Broumovsko. Dříve bylo toto území součástí Kladského pomezí, dnes je již samostatným certifikovaným turistickým regionem. CHKO byla zřízena v roce 1991 vyhláškou Ministerstva životního prostředí na ploše 410 km² za účelem „ochrany a postupné obnovy hodnot krajiny, jejího vzhledu a jejích typických znaků a vytvoření a rozvíjení ekologicky optimálního systému všestranného využívání krajiny a jejích přírodních zdrojů v oblasti“.

### Hory a skalní města
V turistickém regionu Broumovsko (v minulosti tedy v Kladském pomezí) se nacházejí skalní města s neobyčejnými skalními útvary. Nejrozsáhlejšími pískovcovými skalními masivy jsou Adršpašsko-teplické skály. Dominantou kraje u města Police nad Metují je stolová hora Ostaš a téměř od severní části hranic se táhne pás Broumovských stěn, který navazuje na polský národní park Góry Stolowe. Jiráskovy skály (Bischofstein) jsou menší oblast pískovcových skal, které navazují na Teplické skalní město, u nichž se nachází bývalý barokní zámeček a Černé jezírko. Naproti Adršpašským skalám se tyčí Křížový vrch, neboli také Rozsochatec, ke kterému vede obnovená křížová cesta.
Kromě skalních měst se také v Kladském pomezí nachází Jestřebí hory s nejvyšším vrcholem Žaltman (741 m n. m.) a Javoří hory s nejvyšším bodem Ruprechtický Špičák (880 m n. m.).

### Přírodní památky
Ratibořice a Babiččino údolí je národní kulturní památka a národní přírodní památka ležící na řece Úpě. Údolí bylo pojmenováno podle povídky Babička od spisovatelky Boženy Němcové. Při soutoku řeky Metuje a Olešenky je údolí Peklo, kde se nachází stylová restaurace Bartoňova útulna s motivy čertů postavena na základě návrhu architekta Dušana Jurkoviče. V neposlední řadě se také u České Skalice rozkládá vodní nádrž Rozkoš, které se přezdívá „východočeské moře“ a která je určena především pro vyznavače vodních sportů a rekreace.

## Památky a zajímavosti

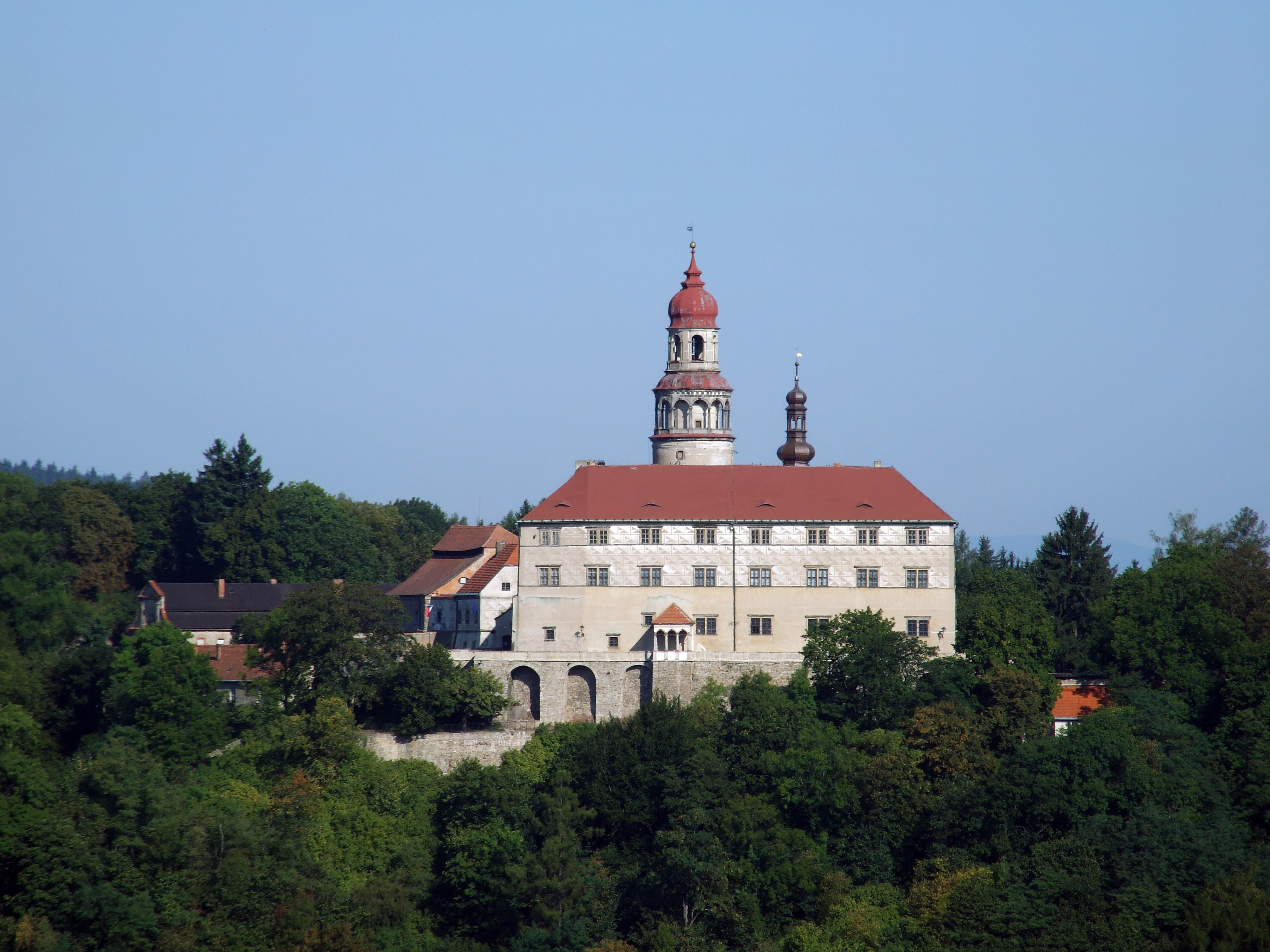
Náchodský zámek

### Hrady a zámky
Kladské pomezí se může pyšnit také řadou zámků a pevností, nacházejí se zde navíc tři nemovité národní kulturní památky.
První z nich je zámek Náchod, který byl na přelomu 16. a 17. stol. upraven do dnešní podoby v renesančním a raně barokním slohu. Zajímavostí je jeho pět nádvoří a medvědi žijící v zámeckém příkopu.
Druhou je zámek v Novém Městě nad Metují, který tvoří jeden architektonický celek s náměstím. Na objekt navazuje zámecká zahrada s dřevěným krytým mostem navržený architektem Dušanem Jurkovičem a se sochami barokních trpaslíků vytesaných patrně v dílně sochaře Matyáše Brauna.
Třetí památkou je zámek Ratibořice v Babiččině údolí známý především jako letní sídlo vévodkyně Kateřiny Vilemíny Zaháňské, kde se natáčela i část filmu „Babička“ podle díla od Boženy Němcové.
V Kladském pomezí se nad údolím řeky Úpy tyčí také zřícenina hradu Vízmburku, který byl při archeologickém výzkumu doslova vykopán ze země.

### Muzea a galerie

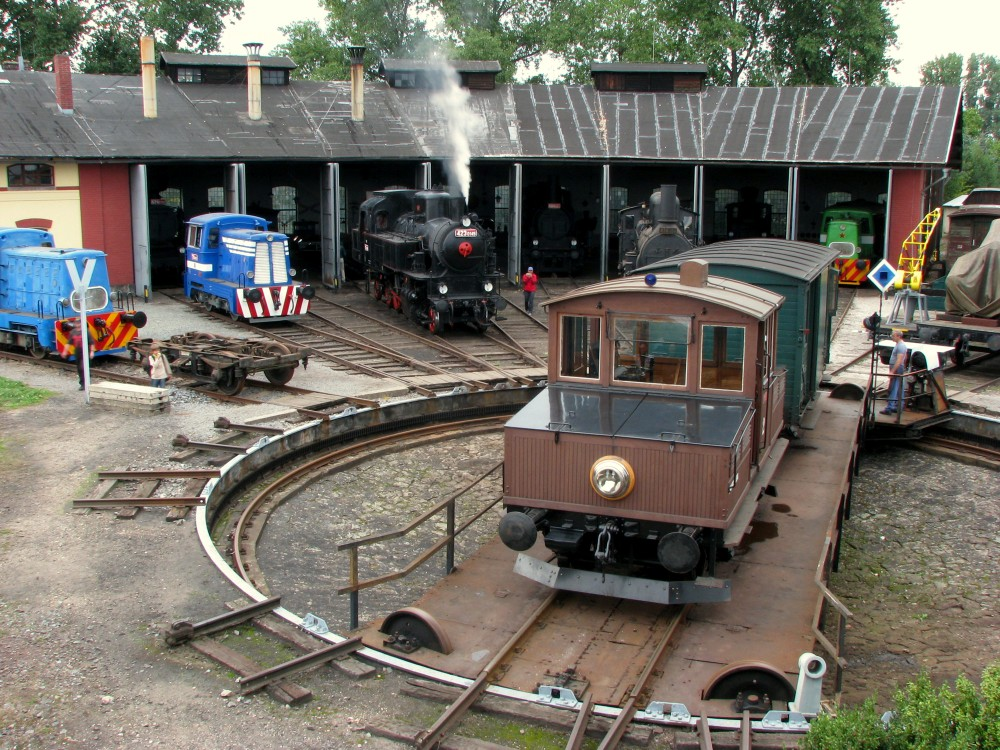
Železniční muzeum výtopna Jaroměř

V celém Kladském pomezí se nachází široká škála muzeí a galerií. Některé z nich, především městská muzea, jsou zaměřeny na historii svého města a okolí, na místní rodáky či slavné osobnosti. V jiných se naopak expozice orientuje na řemesla, hračky, vlaky a další. Řada z nich také ke své stálé expozici pořádá tematické výstavy, které se po jisté době obměňují.
- Broumov – Muzeum Broumovska, Pivovarské muzeum (Olivětín)
- Česká Skalice – Muzeum Boženy Němcové, Barunčina škola
- Hronov – Rodný dům Aloise Jiráska, Jiráskovo muzeum, Vodní mlýn Dřevíček v Horní Dřevíči
- Jaroměř – Muzeum magie, Železniční muzeum a výtopna, Městské muzeum, Motogalerie V koutě (Šestajovice), Městské muzeum (Josefov), První vojensko-historické muzeum M. Frosta (Josefov)
- Nové Město nad Metují – Městské muzeum, Galerie Zázvorka
- Náchod – Regionální muzeum, Galerie výtvarného umění, Muzeum kočárků, panenek a patentních listin
- Police nad Metují – Muzeum stavebnice Merkur, Muzeum města, Muzeum papírových modelů

Ostatní muzea a galerie: Dům spisovatelky Boženy Němcové v Červeném Kostelci, Muzeum bratří Čapků v Malých Svatoňovicích, Městské muzeum ve Rtyni v Podkrkonoší, Muzeum a galerie J. W. Mezerové v Úpici, Muzeum historické hasičské techniky ve Velkých Svatoňovicích

### Církevní památky

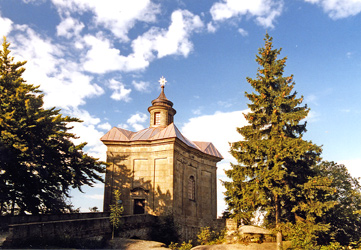
Poutní kaple Hvězda v Broumovských stěnách

Asi nejvýznamnější církevní památkou Kladského pomezí je národní kulturní památka Benediktinský klášter v Broumově, který byl v 18. stol. přestavěn podle projektu Kiliána Ignáze Dientzenhofera. Velikou vzácností kláštera je kopie tzv. Turínského plátna, která byla zde nalezena, dále klášterní knihovna s cca 17 000 svazky a vamberecké mumie – soubor mumifikovaných těl vambereckých měšťanů, kněží, varhaníků a dalších významných osob (včetně dvou dětí) ze 17. ale převážně 18. století.
Nejstarší dřevěnou stavbou na území ČR se stal dřevěný kostel Panny Marie v Broumově, který byl po vypálení husity znovu postaven po roce 1459.
Nezaměnitelnou architektonickou památku tvoří také tzv. Broumovská skupina devíti kostelů vzniklých většinou v období opata broumovského kláštera Otmara Zinckeho v obcích: Bezděkov nad Metují, Božanov, Heřmánkovice, Martínkovice, Otovice, Ruprechtice, Šonov, Vernéřovice a Vižňov, postavených na území broumovského klášterního panství podle plánů Kryštofa a Kiliána Ignáze Dientzenhoferů).
Dále je možno zmínit barokní kapli Hvězda s půdorysem hvězdy v Broumovských stěnách.
Dalšími zajímavými a jedinečnými kostely v Kladském pomezí jsou pak kostel sv. Mikuláše v Jaroměři, klášter a kostel Nanebevzetí Panny Marie v Polici nad Metují, unikátní celodřevěný roubený kostel sv. Jana Křtitele ve Slavoňově, kostel sv. Jana Křtitele ve Rtyni v Podkrkonoší s 30 m vysokou dřevěnou zvonicí patřící mezi nejcennější české dřevěné zvonice, kostel a studánka zasvěcené Sedmi radostem Panny Marie v Malých Svatoňovicích a v neposlední řadě i poutní kostel Panny Marie Pomocné v Teplicích nad Metují, který je raritou v České republice.

### Opevnění
Národní kulturní památka dělostřelecká tvrz Dobrošov u Náchoda, ve které se nachází cca 1 750 m spojovacích chodeb v hloubce 20–39 m, je součástí československého opevnění budovaného v letech 1935–1938 na obranu proti nacistickému Německu. Další železobetonová stavba z r. 1937, pěchotní srub N-S 82 „Březinka“ u Náchoda, byl po roce 1990 rekonstruován do původního předválečného stavu, včetně vnitřního technického vybavení . Vedle tohoto objektu je také k vidění i pěchotní srub N-S 81 „Lom“.
Po celé délce hřebenu Jestřebích hor se táhne obranná linie bunkrů (pěchotních srubů i tzv. řopíků) z období II. světové války. Ze zpřístupněných objektů je zde k vidění pěchotní srub T-S 20 „Pláň“, T-S 26 „Nad rybníkem“ a T-S 27 „Nad vesnicí“.
Nedaleko Jaroměře bylo v letech 1780–1787 postaveno pevnostní město Josefov, které patří k vrcholným ukázkám evropské fortifikační architektury konce 18. stol. Podzemní obranný systém pevnosti je unikátním technickým dílem.